# Department of Public Safety
Aux États-Unis, une trentaine d'États dispose d'un Department of Public Safety (en français : « Ministère de la sécurité publique » ou en français : « Département de la sécurité publique ») chapeautant la police d'État et les services de sécurité civile (pompiers, aide médicale urgente, secours, inspections de sécurité, etc.).

## Liste des "Departments of Public Safety" par État
- Alabama Department of Public Safety
- Alaska Department of Public Safety
- American Samoa Department of Public Safety
- Arizona Department of Public Safety
- Colorado Department of Public Safety
- Connecticut Department of Public Safety
- Delaware Department Of Safety And Homeland Security
- Florida Department of Law Enforcement
- Georgia Department of Public Safety
- Hawaii Department of Public Safety
- Iowa Department of Public Safety
- Kentucky Justice and Public Safety Cabinet
- Louisiana Department of Public Safety
- Maine Department of Public Safety
- Maryland Department of Public Safety and Correctional Services
- Massachusetts Executive Office of Public Safety and Security
- Minnesota Department of Public Safety
- Missouri Department of Public Safety
- Mississippi Department of Public Safety
- New Jersey Department of Law and Public Safety
- New Hampshire Department of Safety
- New Mexico Department of Public Safety
- Nevada Department of Public Safety
- North Carolina Department of Crime Control and Public Safety
- North Dakota Department of Public Safety
- Ohio Department of Public Safety
- Oklahoma Department of Public Safety
- South Carolina Department of Public Safety
- South Dakota Department of Safety
- Tennessee Department of Safety
- Texas Department of Public Safety
- Utah Department of Public Safety
- Vermont Department of Public Safety